# كيرميت الكسندر
كيرميت الكسندر (بالإنجليزية: Kermit Alexander) هو لاعب كرة قدم أمريكية أمريكي، ولد في 4 يناير 1941 في نيو أيبيريا في الولايات المتحدة.

## وصلات خارجية
- كيرميت الكسندر على موقع مرجع كرة القدم المحترفة.كوم (الإنجليزية)